# Pothinus
Pothinus (auch: Photinus) (* um 87; † 177 in Lyon) war Bischof von Lyon, Märtyrer und Heiliger.

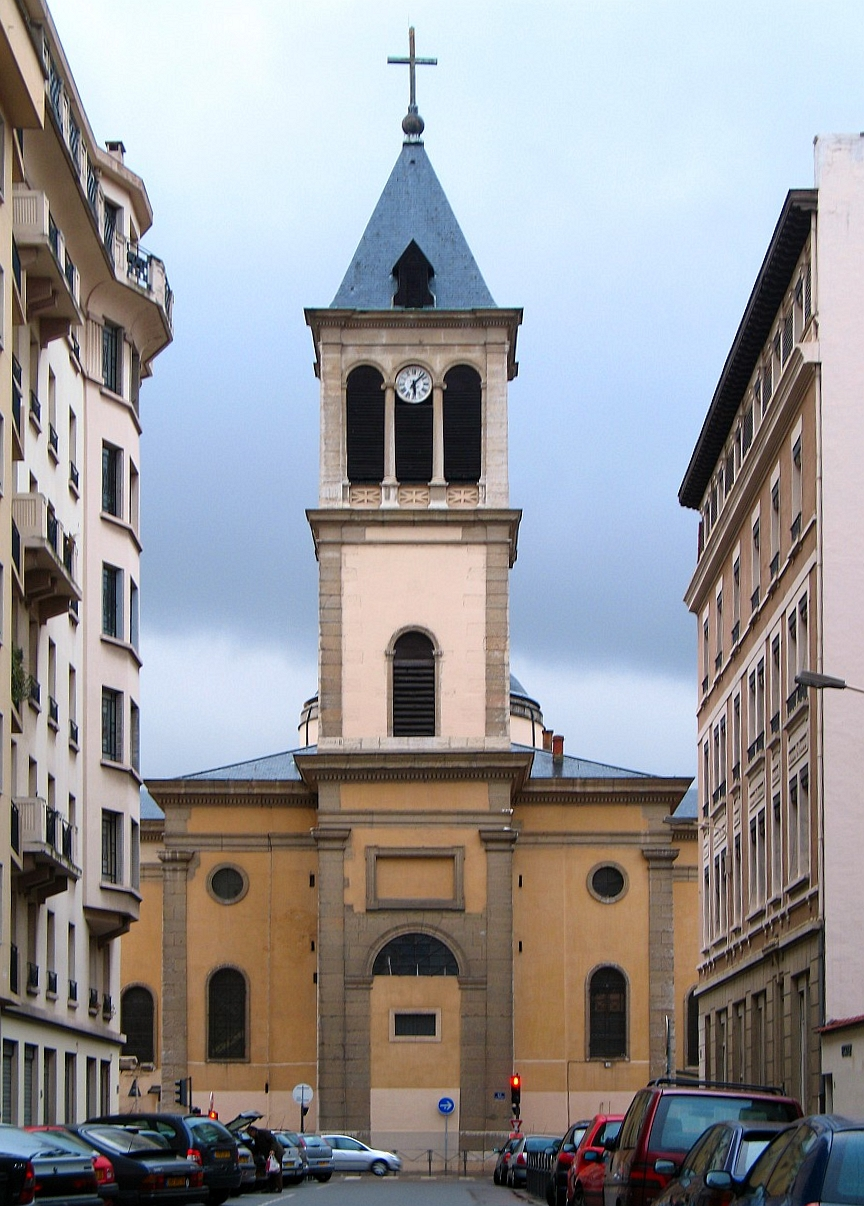
Kirche Saint Pothin in Lyon

## Überlieferung
Pothinus stammte wahrscheinlich, wie Irenäus von Lyon, aus Kleinasien, wo er noch den Apostel Johannes erlebt haben dürfte. Ebenso wie die christlichen Gemeinden in Vienne und Marseille bestand auch die Gemeinde in Lyon, deren erster überlieferter Vorsteher Pothinus um die Mitte des 2. Jahrhunderts wurde, aus Christen griechischer bzw. kleinasiatischer Herkunft. Unter Mark Aurel blieben die Christen im Römischen Reich von Verfolgung weitgehend verschont, da die Maxime galt, dass Christen nicht aufgespürt oder anonym denunziert werden durften; lediglich bei Verweigerung des Kaiserkultes drohte Bestrafung. Während es keine reichsweite Verfolgung gab, kam es aber dennoch lokal immer wieder zu Übergriffen gegen Christen.
In Lugdunum (dem heutigen Lyon) wurden die Maßnahmen gegen die Christen schrittweise gesteigert. Zunächst wurde ihnen der Zutritt zu ihren Kirchen, zum Forum und den Thermen verwehrt. Dann durften sie sich überhaupt nicht mehr öffentlich zeigen. Als schließlich die Bevölkerung der Stadt zu Ausschreitungen gegen die Christen überging, beschloss der Statthalter in Lyon, den Christen den Prozess zu machen und verurteilte sie zum Tode. Details zu dieser Verfolgung und dem Martyrium der verurteilten Christen sind in einem Brief überliefert, der von den Gemeinden in Lyon und Vienne an die Schwestergemeinden in Asien geschrieben wurde – ihr Verfasser war möglicherweise Irenäus von Lyon. Der Bericht wurde von Eusebius von Caesarea in sein Werk mit aufgenommen. Danach war Pothinus im Jahr 177 bereits 90 Jahre alt, als er, wie auch einige seiner Leidensgenossen, an den zugefügten Misshandlungen im Kerker starb.
Die übrigen Christen erlitten im Amphitheater von Lyon das Martyrium. Die Zahl der Märtyrer ist nicht genau bekannt; eine Überlieferung spricht von 48 Märtyrern, doch waren es vermutlich mehr. Am bekanntesten ist die Heilige Blandina. Daneben werden folgende Namen genannt: Vettius Egapethus, Zacharias, Macarius, Asclibiades, Silvius, Primus, Alpius, Vitalis, Comminus, October, Philomenus, Geminus, Julia, Albina, Rogata, Aemilia, Potamia, Pompeja, Rodone, Biblides, Quarta, Materna, sowie Helpis und Amnas (die beiden letzten sind möglicherweise dieselbe Person). Den wilden Tieren seien neben Blandina auch Alexander und Ponticus zum Fraß vorgeworfen worden. Im Gefängnis seien gestorben: Aristäus, Fotinus, Cornelius, Zosimus, Titus, Zoticus, Julius, Apollonius, Geminianus, Julia und Ausona. Dazu kommen: Maturus, Sanctus, der Diakon und Attalus. Gregor von Tours nennt außerdem: Aemilia, Gamnite, Alumna und Mamilia, bei Ado und Notker sind außerdem Jameica, Pompeja und Domna aufgeführt. 

## Gedenken
Gedenktag des Pothinus und der Märtyrer von Lyon ist der 2. Juni. Die Lyoner Kirche St. Pothin ist nach dem Heiligen benannt.
2017 nahm die Russisch-Orthodoxe Kirche Pothinus in ihren Heiligenkalender auf.